# Petit Le Mans 2009
Navigation
Édition précédente Édition suivante
12e édition de l'épreuve, le Petit Le Mans a été remporté le 26 septembre 2009 par la Peugeot N°08 de Stéphane Sarrazin et Franck Montagny.
Initialement prévue sur 1000 miles, la course a été interrompue au bout de quatre heures par de fortes pluies et n'a pas repris. Le classement a été validé suivant le dernier tour avant l'arrêt de la course.

## Résultats
Voici le classement officiel au terme de la course.
- Les vainqueurs de chaque catégorie sont signalés par un fond jauni.
- Pour la colonne Pneus, il faut passer le curseur au-dessus du modèle pour connaître le manufacturier de pneumatiques.

| Pos    | Cat  | n° | Equipe                       | Pilotes                                            | Châssis                              | Pneus | Tours |
| Pos    | Cat  | n° | Equipe                       | Pilotes                                            | Moteur                               | Pneus | Tours |
| ------ | ---- | -- | ---------------------------- | -------------------------------------------------- | ------------------------------------ | ----- | ----- |
| 1      | LMP1 | 08 | Team Peugeot Total           | Franck Montagny Stéphane Sarrazin                  | Peugeot 908 HDi FAP                  | M     | 184   |
| 1      | LMP1 | 08 | Team Peugeot Total           | Franck Montagny Stéphane Sarrazin                  | Peugeot HDi 5.5 L Turbo V12 (Diesel) | M     | 184   |
| 2      | LMP1 | 07 | Team Peugeot Total           | Nicolas Minassian Pedro Lamy                       | Peugeot 908 HDi FAP                  | M     | 184   |
| 2      | LMP1 | 07 | Team Peugeot Total           | Nicolas Minassian Pedro Lamy                       | Peugeot HDi 5.5 L Turbo V12 (Diesel) | M     | 184   |
| 3      | LMP1 | 2  | Audi Sport Team Joest        | Allan McNish Rinaldo Capello                       | Audi R15 TDI                         | M     | 184   |
| 3      | LMP1 | 2  | Audi Sport Team Joest        | Allan McNish Rinaldo Capello                       | Audi TDI 5.5 L Turbo V10 (Diesel)    | M     | 184   |
| 4      | LMP1 | 1  | Audi Sport North America     | Marco Werner Lucas Luhr                            | Audi R15 TDI                         | M     | 183   |
| 4      | LMP1 | 1  | Audi Sport North America     | Marco Werner Lucas Luhr                            | Audi TDI 5.5 L Turbo V10 (Diesel)    | M     | 183   |
| 5      | LMP1 | 7  | Team Oreca Matmut AIM        | Nicolas Lapierre Olivier Panis Romain Dumas        | Oreca 01                             | M     | 181   |
| 5      | LMP1 | 7  | Team Oreca Matmut AIM        | Nicolas Lapierre Olivier Panis Romain Dumas        | AIM YS5.5 5.5 L V10                  | M     | 181   |
| 6      | LMP1 | 9  | Patrón Highcroft Racing      | David Brabham Scott Sharp Dario Franchitti         | Acura ARX-02a                        | M     | 180   |
| 6      | LMP1 | 9  | Patrón Highcroft Racing      | David Brabham Scott Sharp Dario Franchitti         | Acura AR7 4.0 L V8                   | M     | 180   |
| 7      | UNC  | 16 | Dyson Racing Team            | Chris Dyson Guy Smith                              | Lola B09/86                          | M     | 177   |
| 7      | UNC  | 16 | Dyson Racing Team            | Chris Dyson Guy Smith                              | Mazda MZR-R 2.0 L Turbo I4 (Butanol) | M     | 177   |
| 8      | GT2  | 62 | Risi Competizione            | Jaime Melo Pierre Kaffer Mika Salo                 | Ferrari F430 GTC                     | M     | 170   |
| 8      | GT2  | 62 | Risi Competizione            | Jaime Melo Pierre Kaffer Mika Salo                 | Ferrari 4.0 L V8                     | M     | 170   |
| 9      | GT2  | 92 | BMW Rahal Letterman Racing   | Tommy Milner Dirk Müller Jörg Müller               | BMW M3 GT2 (E92)                     | D     | 169   |
| 9      | GT2  | 92 | BMW Rahal Letterman Racing   | Tommy Milner Dirk Müller Jörg Müller               | BMW 4.0 L V8                         | D     | 169   |
| 10     | GT2  | 87 | Farnbacher-Loles Motorsports | Wolf Henzler Dirk Werner                           | Porsche 911 GT3 RSR (997)            | M     | 169   |
| 10     | GT2  | 87 | Farnbacher-Loles Motorsports | Wolf Henzler Dirk Werner                           | Porsche 4.0 L Flat-6                 | M     | 169   |
| 11     | GT2  | 4  | Corvette Racing              | Oliver Gavin Olivier Beretta Marcel Fässler        | Chevrolet Corvette C6.R              | M     | 169   |
| 11     | GT2  | 4  | Corvette Racing              | Oliver Gavin Olivier Beretta Marcel Fässler        | Chevrolet 6.0 L V8                   | M     | 169   |
| 12     | GT2  | 45 | Flying Lizard Motorsports    | Patrick Long Jörg Bergmeister Marc Lieb            | Porsche 911 GT3 RSR (997)            | M     | 169   |
| 12     | GT2  | 45 | Flying Lizard Motorsports    | Patrick Long Jörg Bergmeister Marc Lieb            | Porsche 4.0 L Flat-6                 | M     | 169   |
| 13     | LMP2 | 20 | Dyson Racing Team            | Butch Leitzinger Marino Franchitti Ben Devlin      | Lola B08/86                          | M     | 168   |
| 13     | LMP2 | 20 | Dyson Racing Team            | Butch Leitzinger Marino Franchitti Ben Devlin      | Mazda MZR-R 2.0 L Turbo I4           | M     | 168   |
| 14     | GT2  | 3  | Corvette Racing              | Johnny O'Connell Jan Magnussen Antonio García      | Chevrolet Corvette C6.R              | M     | 168   |
| 14     | GT2  | 3  | Corvette Racing              | Johnny O'Connell Jan Magnussen Antonio García      | Chevrolet 6.0 L V8                   | M     | 168   |
| 15     | GT2  | 44 | Flying Lizard Motorsports    | Darren Law Seth Neiman Johannes van Overbeek       | Porsche 911 GT3 RSR (997)            | M     | 162   |
| 15     | GT2  | 44 | Flying Lizard Motorsports    | Darren Law Seth Neiman Johannes van Overbeek       | Porsche 4.0 L Flat-6                 | M     | 162   |
| 16     | GT2  | 28 | LG Motorsports               | Tom Sutherland Tomy Drissi Matt Bell               | Chevrolet Corvette C6                | D     | 157   |
| 16     | GT2  | 28 | LG Motorsports               | Tom Sutherland Tomy Drissi Matt Bell               | Chevrolet LS3 6.3 L V8               | D     | 157   |
| 17 DNF | LMP1 | 37 | Intersport Racing            | Jon Field Clint Field                              | Lola B06/10                          | D     | 152   |
| 17 DNF | LMP1 | 37 | Intersport Racing            | Jon Field Clint Field                              | AER P32C 4.0 L Turbo V8              | D     | 152   |
| 18     | GT2  | 21 | Panoz Team PTG               | Ian James Dominik Farnbacher                       | Panoz Esperante GT-LM                | Y     | 152   |
| 18     | GT2  | 21 | Panoz Team PTG               | Ian James Dominik Farnbacher                       | Ford 5.0 L V8                        | Y     | 152   |
| 19 DNF | LMP1 | 12 | Autocon Motorsports          | Bryan Willman Chris McMurry Tony Burgess           | Lola B06/10                          | D     | 144   |
| 19 DNF | LMP1 | 12 | Autocon Motorsports          | Bryan Willman Chris McMurry Tony Burgess           | AER P32C 4.0 L Turbo V8              | D     | 144   |
| 20     | GT2  | 40 | Robertson Racing             | David Robertson Andrea Robertson David Murry       | Ford GT-R Mk. VII                    | D     | 142   |
| 20     | GT2  | 40 | Robertson Racing             | David Robertson Andrea Robertson David Murry       | Ford 5.0 L V8                        | D     | 142   |
| 21     | LMP2 | 15 | Lowe's Fernández Racing      | Adrián Fernández Luis Díaz                         | Acura ARX-01b                        | M     | 139   |
| 21     | LMP2 | 15 | Lowe's Fernández Racing      | Adrián Fernández Luis Díaz                         | Acura AL7R 3.4 L V8                  | M     | 139   |
| 22     | LMP2 | 6  | Team Cytosport               | Greg Pickett Klaus Graf Sascha Maassen             | Porsche RS Spyder Evo                | M     | 136   |
| 22     | LMP2 | 6  | Team Cytosport               | Greg Pickett Klaus Graf Sascha Maassen             | Porsche MR6 3.4 L V8                 | M     | 136   |
| 23     | GT2  | 17 | Team Falken Tire             | Bryan Sellers Dominic Cicero                       | Porsche 911 GT3 RSR (997)            | F     | 136   |
| 23     | GT2  | 17 | Team Falken Tire             | Bryan Sellers Dominic Cicero                       | Porsche 4.0 L Flat-6                 | F     | 136   |
| 24     | LMP1 | 66 | de Ferran Motorsports        | Gil de Ferran Simon Pagenaud Scott Dixon           | Acura ARX-02a                        | M     | 136   |
| 24     | LMP1 | 66 | de Ferran Motorsports        | Gil de Ferran Simon Pagenaud Scott Dixon           | Acura AR7 4.0 L V8                   | M     | 136   |
| 25     | GT2  | 90 | BMW Rahal Letterman Racing   | Bill Auberlen Joey Hand Andy Priaulx               | BMW M3 GT2 (E92)                     | D     | 133   |
| 25     | GT2  | 90 | BMW Rahal Letterman Racing   | Bill Auberlen Joey Hand Andy Priaulx               | BMW 4.0 L V8                         | D     | 133   |
| 26 DNF | GT2  | 11 | Primetime Race Group         | Joel Feinberg Chris Hall                           | Dodge Viper Competition Coupe        | Y     | 129   |
| 26 DNF | GT2  | 11 | Primetime Race Group         | Joel Feinberg Chris Hall                           | Dodge 8.3 L V10                      | Y     | 129   |
| 27 NC  | LMP1 | 88 | Drayson Racing               | Paul Drayson Jonny Cocker Rob Bell                 | Lola B09/60                          | M     | 123   |
| 27 NC  | LMP1 | 88 | Drayson Racing               | Paul Drayson Jonny Cocker Rob Bell                 | Judd GV5.5 S2 5.5 L V10              | M     | 123   |
| DNS    | LMP1 | 10 | ECO Racing                   | Hideki Noda José Manuel Balbiani Dion von Moltke   | Radical SR9                          | D     | –     |
| DNS    | LMP1 | 10 | ECO Racing                   | Hideki Noda José Manuel Balbiani Dion von Moltke   | ECO (AER) 5.0 L Turbo V10 (Diesel)   | D     | –     |
| DNS    | LMP2 | 19 | van der Steur Racing         | Gunnar van der Steur Adam Pecorari Robbie Pecorari | Radical SR9                          | K     | –     |
| DNS    | LMP2 | 19 | van der Steur Racing         | Gunnar van der Steur Adam Pecorari Robbie Pecorari | AER P07 2.0 L Turbo I4               | K     | –     |